# Pretoria
Pretoria ([prɛˈtʊəria]; del setsuana: Tshwane) es una ciudad situada en la parte norte de la provincia de Gauteng, en Sudáfrica, dentro de la Municipalidad Metropolitana de la Ciudad de Tshwane. Es la capital administrativa de Sudáfrica, junto a las ciudades capitales legislativa de Ciudad del Cabo y la judicial de Bloemfontein. El Poder Ejecutivo está ubicado en Pretoria. El área metropolitana de Pretoria es la quinta en importancia de Sudáfrica, con una población estimada en 2.985.997 para 2011.
Pretoria está considerada como la ciudad que más servicios ofrece a nivel nacional en estudios universitarios, con universidades como la Universidad de Pretoria, fundada en 1908 es una de las más antiguas y extensas en el ámbito público, la Universidad de Sudáfrica, siendo la primera en el país que ofrece educación a distancia, y la Universidad Tecnológica de Tshwane, que acoge a la mayor cantidad de estudiantes de ciencias en Sudáfrica. También es sede del Consejo para la Investigación Científica e Industrial de Sudáfrica.
A Pretoria se le conoce a veces como «Tshwane» debido a la controvertida propuesta de cambio de nombre, de larga duración y que aún no se ha resuelto. El nombre de Pretoria hace referencia a Andries Pretorius. Pretoria es conocida popularmente en África como La ciudad Jacaranda debido a la cantidad de árboles Jacaranda que hay en las calles, parques y jardines.

## Toponimia
El nombre de la ciudad es una mención en honor a Andries Pretorius, derivado básicamente en las lenguas afrikáans e inglés. Pretorius fue un político, general militar y líder de la antigua comunidad Voortrekker, presente en la Gran Trek (Gran Migración) que además jugó un papel importante en la fundación de la efímera República de Natalia y de la República de Sudáfrica de Transvaal, y también figura clave en la batalla del Río Sangriento, por lo que es considerado un héroe nacional. Aunque hubo varias propuestas como Pretoriusdorp, Pretorio, Pretoriusstad o Pretoria-Philadelphia, se quedó definitivamente con el nombre actual.

### Cambio de nombre
El 26 de mayo de 2005 el Consejo Sudafricano de Topónimos (SAGNC por sus siglas en inglés, que se corresponden con South African Geographical Names Council), que pertenece a la Dirección de Herencia del Departamento de Arte y Cultura, aprobó el cambio de nombre de Pretoria a Tshwane, que es el nombre de la Municipalidad Metropolitana en la que Pretoria está ubicada, junto a sus alrededores. Aunque el cambio de nombre fue aprobado por el SAGNC, no ha sido aprobado aún por el ministro de Arte y Cultura, Pallo Jordan. El tema está actualmente bajo consideración, mientras que el ministro ha solicitado una investigación adicional sobre el cambio. Si el ministro aprobase el cambio, el nombre se publicará en la Gaceta Gubernamental, dando a los ciudadanos la oportunidad de comentar el cambio. El ministro puede entonces enviar la respuesta pública de nuevo al SAGNC, antes de presentar su recomendación ante el parlamento, que votará para aprobar el cambio. Varios grupos públicos de intereses han avisado que el cambio de nombre será apelado en la corte. El largo proceso que se está llevando a cabo hace inverosímil que el cambio se realice en breve, asumiendo incluso que el ministro aprobó el cambio a principios de 2006.
El Municipio Metropolitano de la Ciudad de Tshwane ha anunciado Tshwane como "Principal Capital de África" desde que fuera aprobado el cambio por el SAGNC en 2005. Esto ha llevado a avivar la polémica ya que el nombre de la ciudad no se ha cambiado de manera oficial, y el ayuntamiento metropolitano actuó de manera prematura. Después de que se depositara una queja en la Autoridad de Estándares de Publicidad (ASA por sus siglas en inglés), se dictaminó que tales anuncios eran deliberadamente engañosos y se debían retirar de todos los medios. Pese al dictamen de la ASA, el Municipio Metropolitano de la Ciudad de Tshwane continuó la emisión de los anuncios. En consecuencia, la ASA solicitó que el Municipio Metropolitano de la Ciudad de Tshwane pagara anuncios en los que admitía haber engañado al público. Al rechazar la petición de la ASA, se le prohibió al Ayuntamiento Metropolitano colocar cualquier anuncio en los medios surafricanos refiriéndose a Tshwane como la capital. La ASA podría incluso aplicar sanciones al Ayuntamiento Metropolitano que evitarían toda publicación en los medios surafricanos, incluyendo avisos del ayuntamiento y ofertas de empleo.
Tras el dictamen, el ayuntamiento metropolitano continuó publicando anuncios de Tshwane, pero los colocó en tableros de anuncios propiedad de la Municipalidad y paradas de autobuses en la misma área. En agosto de 2007, se filtró una nota interna a los medios en la que el alcalde de la municipalidad de Tshwane recibió un anuncio del presidente de la provincia de Gauteng en la que municipalidad debería ser llamada "Ciudad de Tshwane" en vez de "Tshwane". Esto podría incrementar la confusión sobre la distinción entre la ciudad de Pretoria y la municipalidad de Tshwane.

## Símbolos

### Bandera
La bandera que representa a la ciudad de Pretoria, la capital administrativa de Sudáfrica. La bandera tiene un diseño sencillo ya que solo tiene dos colores, rojo y amarillo. El rojo se encuentra en la mitad superior, mientras que el amarillo en la parte inferior. Estos colores son los colores oficiales de la ciudad, derivados de su escudo.

## Historia
Los colonos de habla nguni, que luego fueron conocidos como ndebele (derivado de la palabra 'refugiados' en sesotho), fueron probablemente los primeros en reconocer la idoneidad del valle que llegaría a ser el lugar en el que se ubicaría la futura ciudad de Pretoria como asentamiento.
Durante el período de gran convulsión social que se vivió en gran parte del África Austral entre 1818 y 1840 (conocido como Mfecane) otro grupo de refugiados llegó a esta zona proveniente de Natal bajo el liderazgo de Mzilikazi. Sin embargo, fueron forzados a abandonar sus aldeas tras los ataques zulúes en 1832.
La ciudad de Pretoria como tal fue fundada en 1855 por Marthinus Wessel Pretorius, un líder de los voortrekkers, y la llamó así en honor a su padre, Andries Pretorius. Este se convirtió en héroe nacional para los Voortrekkers tras su victoria sobre los zulúes en la batalla del Río Sangriento. Andries Pretorius también estuvo presente en el Tratado del Río Sand (1852), en la que Gran Bretaña reconoció la independencia de Transvaal. Se convirtió en la capital de la República de Sudáfrica el 1 de mayo de 1860.
La fundación de Pretoria como capital de la República de Sudáfrica se puede interpretar como el fin del nomadismo de los asentamientos bóeres de la Gran Marcha.
Durante la Primera Guerra de los bóeres, la ciudad fue asediada por las fuerzas republicanas en diciembre de 1880 y marzo de 1881. El tratado de paz que dio fin a la guerra fue firmado en Pretoria el 3 de agosto de 1881 en el Tratado de Pretoria.
La Segunda Guerra de los bóeres (1899 a 1902) tuvo como resultado el fin de la República de Sudáfrica y el inicio de la hegemonía británica en Sudáfrica. Durante la guerra Winston Churchill fue encarcelado en las Escuelas Modelo del Estado en Pretoria, pero logró escapar a Mozambique. La ciudad capituló ante las fuerzas británicas comandadas por Frederick Roberts el 5 de junio de 1900 y el conflicto finalizó en Pretoria con la firma del Tratado de Vereeniging el 31 de mayo de 1902.
Las repúblicas bóeres de la República de Sudáfrica y el Estado Libre de Orange fueron unificadas con la Colonia del Cabo y la Colonia de Natal en 1910 para formar la Unión Sudafricana. Pretoria pasó a ser la capital administrativa de toda Sudáfrica, con Ciudad del Cabo como capital legislativa. Desde 1860 hasta 1994, la ciudad fue también la capital de la provincial de Transvaal, antecediendo a Potchefstroom.
Tras la creación de nuevas estructuras municipales en Sudáfrica en 2000, fue adoptado el nombre Tshwane para la Municipalidad Metropolitana que incluye Pretoria y otros núcleos adyacentes.
Tras la caída del apartheid, en 1994, Peter Holmes Maluleka fue elegido como alcalde provisional de Pretoria, hasta la celebración de las primeras elecciones democráticas que se celebraron ese año, convirtiéndose en el primer alcalde negro de la capital de Sudáfrica.
Más tarde Maluleka se convirtió en el presidente del Municipio Metropolitano de Gran Pretoria (posteriormente Municipio Metropolitano de la Ciudad de Tshwane), luego vocal del Municipio Metropolitano de Tshwane y en 2004 fue elegido miembro del Parlamento sudafricano por Soshanguve.

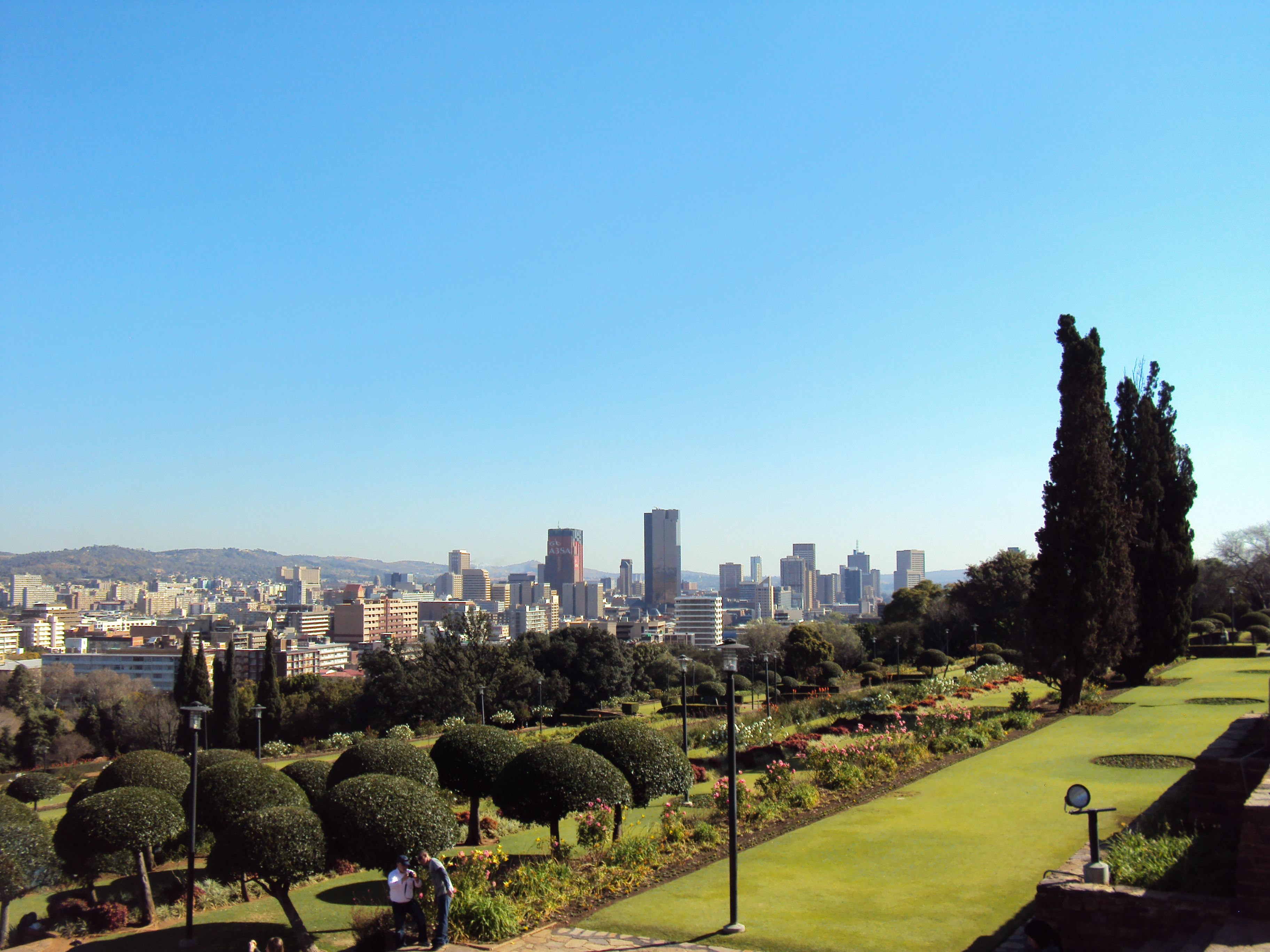
Panorámica del Centro de Pretoria desde los Union Buildings.

## Geografía y clima
Pretoria es una ciudad de carácter cosmopolita que se ubica en el área de transición entre las ecorregiones del Highveld y el Bushveld. Pretoria se encuentra a unos 50 kilómetros al norte de Johannesburgo, en medio de un cálido y fértil valle abrigado por las colinas de Magaliesberg.
Pretoria tiene un clima subtropical subhúmedo con lluvias en verano (Clasificación climática de Köppen: Cwa).
| Parámetros climáticos promedio de Pretoria  | Parámetros climáticos promedio de Pretoria | Parámetros climáticos promedio de Pretoria | Parámetros climáticos promedio de Pretoria | Parámetros climáticos promedio de Pretoria | Parámetros climáticos promedio de Pretoria | Parámetros climáticos promedio de Pretoria | Parámetros climáticos promedio de Pretoria | Parámetros climáticos promedio de Pretoria | Parámetros climáticos promedio de Pretoria | Parámetros climáticos promedio de Pretoria | Parámetros climáticos promedio de Pretoria | Parámetros climáticos promedio de Pretoria | Parámetros climáticos promedio de Pretoria |
| Mes                                         | Ene.                                       | Feb.                                       | Mar.                                       | Abr.                                       | May.                                       | Jun.                                       | Jul.                                       | Ago.                                       | Sep.                                       | Oct.                                       | Nov.                                       | Dic.                                       | Anual                                      |
| ------------------------------------------- | ------------------------------------------ | ------------------------------------------ | ------------------------------------------ | ------------------------------------------ | ------------------------------------------ | ------------------------------------------ | ------------------------------------------ | ------------------------------------------ | ------------------------------------------ | ------------------------------------------ | ------------------------------------------ | ------------------------------------------ | ------------------------------------------ |
| Temp. máx. abs. (°C)                        | 36.2                                       | 36.3                                       | 35.0                                       | 32.5                                       | 29.4                                       | 26.0                                       | 26.0                                       | 30.0                                       | 34.0                                       | 36.0                                       | 35.7                                       | 36.0                                       | 36.3                                       |
| Temp. máx. media (°C)                       | 28.5                                       | 28.0                                       | 26.9                                       | 24.1                                       | 21.8                                       | 18.9                                       | 19.5                                       | 22.1                                       | 25.5                                       | 26.6                                       | 27.0                                       | 28.0                                       | 24.7                                       |
| Temp. media (°C)                            | 22.6                                       | 22.1                                       | 21.0                                       | 17.9                                       | 14.7                                       | 11.5                                       | 11.9                                       | 14.7                                       | 18.6                                       | 20.1                                       | 21.0                                       | 21.9                                       | 18.2                                       |
| Temp. mín. media (°C)                       | 17.8                                       | 17.3                                       | 16.1                                       | 12.6                                       | 8.2                                        | 4.8                                        | 4.8                                        | 7.6                                        | 11.9                                       | 14.4                                       | 15.8                                       | 16.8                                       | 12.3                                       |
| Temp. mín. abs. (°C)                        | 7.5                                        | 10.4                                       | 5.5                                        | 3.3                                        | -1.5                                       | -4.5                                       | -4.5                                       | -4.0                                       | -0.5                                       | 3.0                                        | 6.6                                        | 6.5                                        | -4.5                                       |
| Precipitación total (mm)                    | 135                                        | 76                                         | 79                                         | 54                                         | 13                                         | 7                                          | 3                                          | 5                                          | 20                                         | 73                                         | 100                                        | 108                                        | 673                                        |
| Días de precipitaciones (≥ 1.0 mm)          | 10.9                                       | 7.8                                        | 7.6                                        | 5.2                                        | 1.8                                        | 0.6                                        | 0.7                                        | 1.4                                        | 2.0                                        | 6.0                                        | 9.5                                        | 10.8                                       | 64.3                                       |
| Horas de sol                                | 260.8                                      | 235.3                                      | 253.9                                      | 245.8                                      | 282.6                                      | 270.8                                      | 289.1                                      | 295.5                                      | 284.3                                      | 275.2                                      | 253.6                                      | 271.9                                      | 3218.8                                     |
| Humedad relativa (%)                        | 62                                         | 63                                         | 63                                         | 63                                         | 56                                         | 54                                         | 50                                         | 45                                         | 44                                         | 52                                         | 59                                         | 61                                         | 56                                         |
| Fuente n.º 1: NOAA, Deutscher Wetterdienst  |                                            |                                            |                                            |                                            |                                            |                                            |                                            |                                            |                                            |                                            |                                            |                                            |                                            |
| Fuente n.º 2: South African Weather Service |                                            |                                            |                                            |                                            |                                            |                                            |                                            |                                            |                                            |                                            |                                            |                                            |                                            |

## Demografía

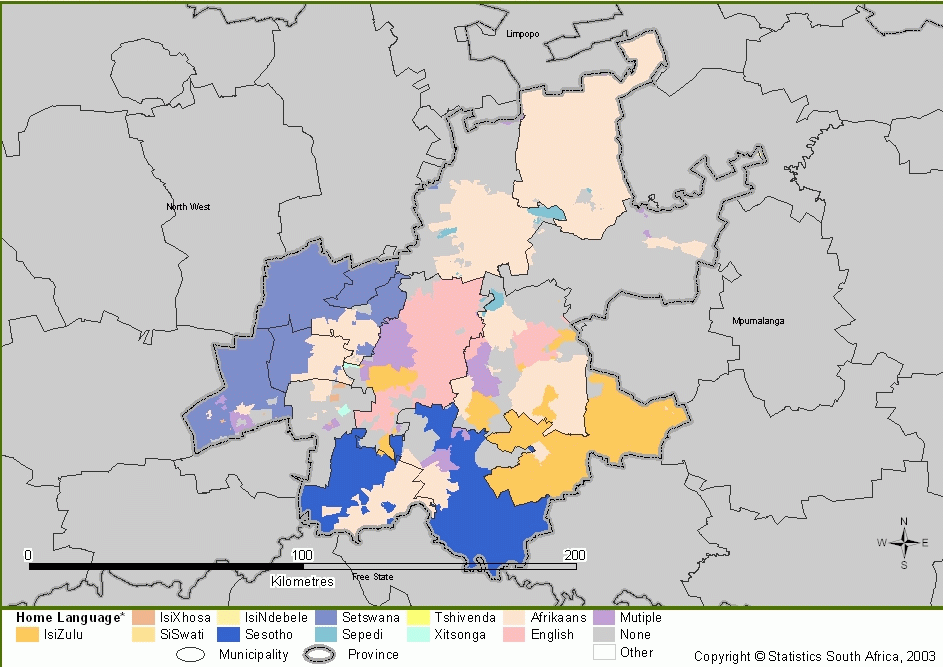
Distribución geográfica de idiomas maternos en la provincia de Gauteng.

La población de la ciudad es de 1.687.779 de habitantes (2006), 2.101.893 si se incluye el área metropolitana. Los idiomas más hablados en la ciudad son el afrikáans, el setsuana, el inglés, y el ndebele. El 28% de la población lo componen las minorías de blancos, coloureds (mestizos) y asiáticos, mayoritarios en los distritos centrales (Pretoria y Centurion).
| Lengua    | Población | %      |
| --------- | --------- | ------ |
| Sepedi    | 439.732   | 22,14% |
| Afrikáans | 422.866   | 21,29% |
| Setsuana  | 339.719   | 17,11% |
| Xitsonga  | 198.441   | 9,99%  |
| Zulú      | 151.200   | 7,61%  |
| Inglés    | 129.923   | 6,54%  |
| Ndebele   | 98.077    | 4,94%  |
| Sesotho   | 78.435    | 3,95%  |
| Suazi     | 37.963    | 1,91%  |
| Xhosa     | 37.957    | 1,91%  |
| Venda     | 35.242    | 1,77%  |
| Otros     | 16.425    | 0,83%  |

## Política
Históricamente administrado por el Partido Sudafricano y el Partido Unido hasta los años 1950s, desde 1994 el partido mayoritario comenzó a ser el Partido Nacional (PN) y en 1995 se nombró a Peter Holmes, primer alcalde negro y figura de importancia actualmente en la ciudad por el que se estableció para la formación de la estructura urbana del Gran Consejo Metropolitano de Pretoria. Desde esta mismas elecciones se legaliza el sufragio universal, la votación con igualdad racial. En 2006 el partido mayoritario PN dejó de tener suficiente apoyo y pasó a gobernar el Congreso Nacional Africano.

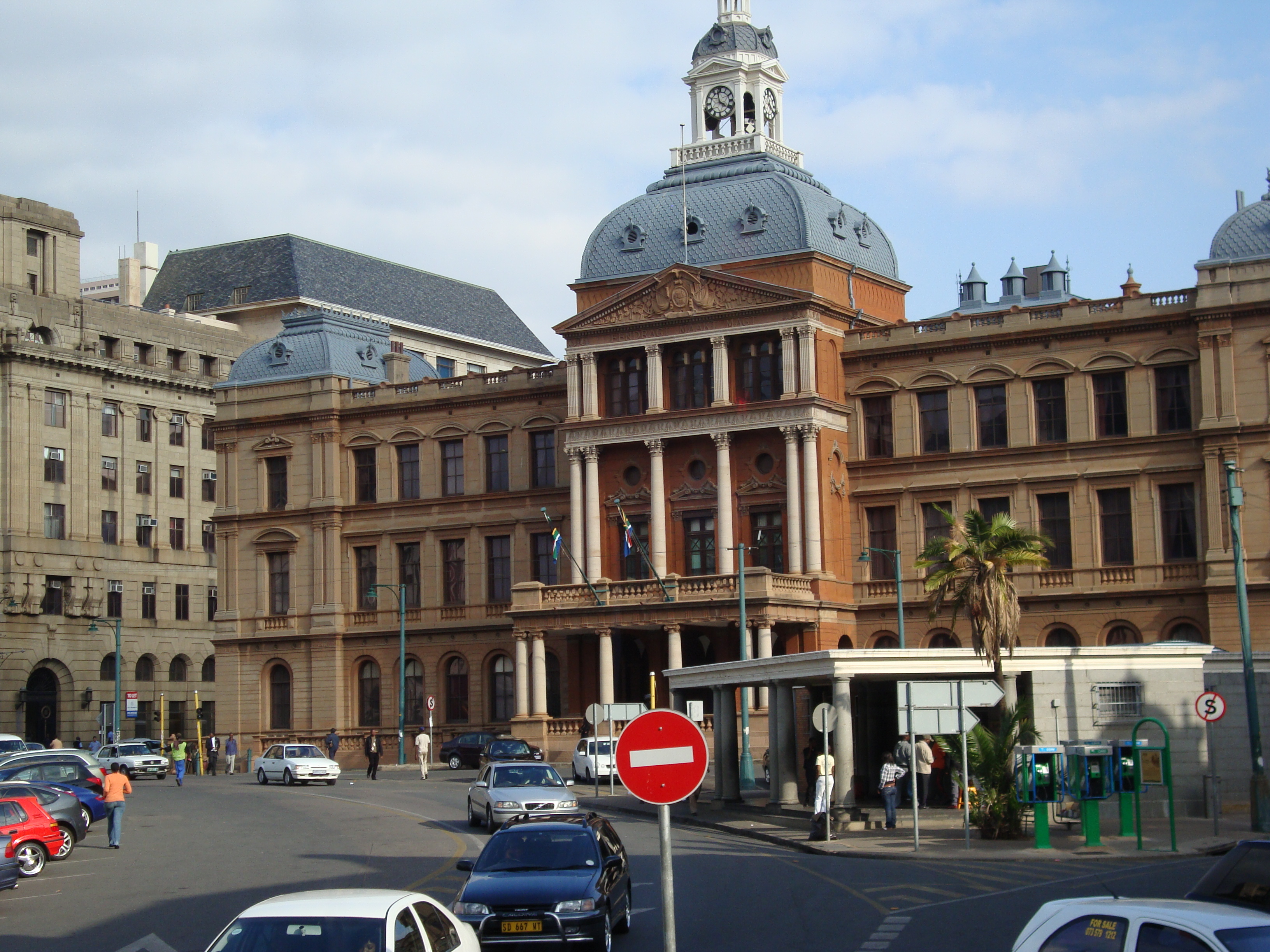
Antigua cámara del Consejo metropolitano.

Desde diciembre de 2000 Pretoria está estructurada en la capital y 12 antiguos municipios, con 5 que se incluyen en los municipios de etnia tswana de la antigua nación de Bofutatsuana. La administran 151 concejales del llamado Consejo metropolitano de Pretoria, que incluye todas las poblaciones del municipio (administración provincial) de Tshwane Gwen Ramokgopa—o solo Tshwane—.
En la ciudad se encuentran los Union Buildings, sede del gobierno nacional.

## Cultura y educación

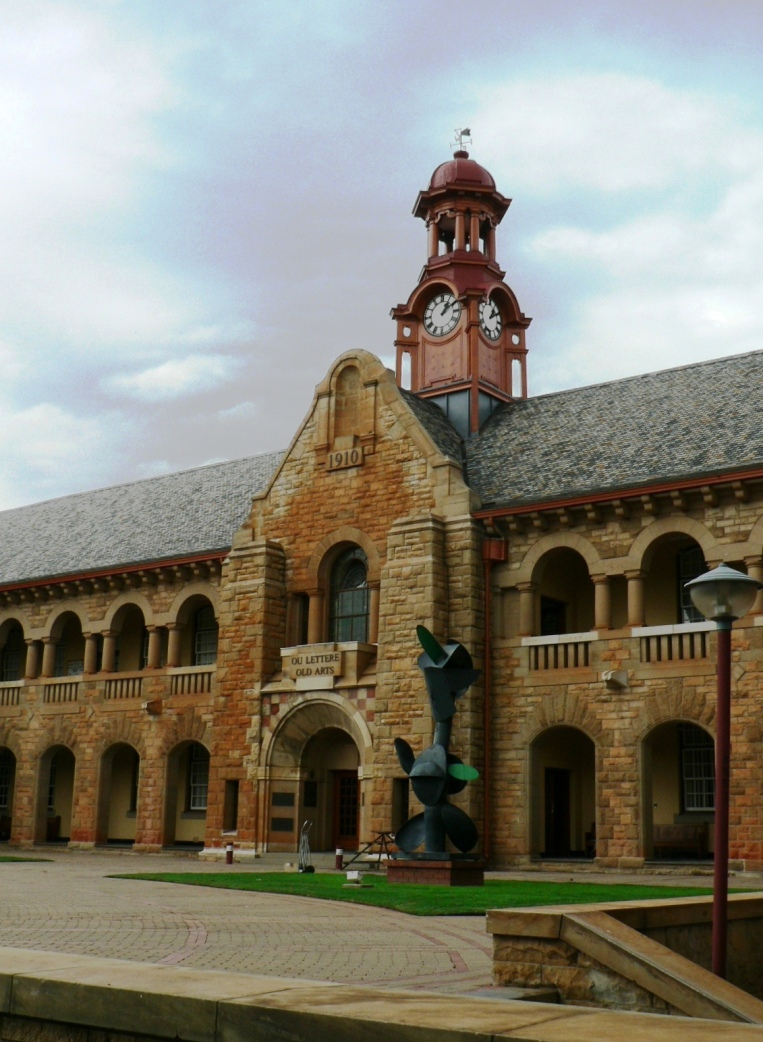
Antiguo edificio de la facultad de arte en la Universidad de Pretoria.

### Educación
Pretoria es una de las ciudades sudafricanas más punteras en términos académicos, ya que en ella se puede encontrar la mayor Universidad residencial del país (la Universidad de Pretoria), la Universidad de Tecnología de Tshwane y la mayor universidad de educación a distancia (la Universidad de Sudáfrica, más conocida por sus iniciales, UNISA). El Consejo para la Investigación Científica e Industrial es el centro de investigación científica de Sudáfrica y de la organización de desarrollo, fundado en 1945. A continuación se definen las instituciones más importantes:
| Imagen | Institución educativa                | Fundación | Facultades | Tipo                                          |
| ------ | ------------------------------------ | --------- | --- | --------------------------------------------- |
|        | Universidad de Pretoria              | 1908      | Facultad de Ciencias Económicas y Empresariales Facultad de Educación Ingeniería, Construcción de Medio Ambiente y Tecnología de la Información Facultad de Ciencias de la Salud Facultad de Humanidades Facultad de Derecho Facultad de Ciencias Naturales y Agrícolas Facultad de Teología Facultad de Ciencias Veterinarias Instituto de Ciencias | Universidad pública                           |
|        | Universidad de Tecnología de Tshwane | 2004      | Facultad de ingeniería y medio ambiente Facultad de ciencias Facultad de humanidades Facultad de ciencias de la gestión Facultad de comunicación y tecnología de la información Facultad de arte Facultad de economiía y finanzas | Universidad de tecnología                     |
|        | Universidad de Sudáfrica             | 1873      | Colegio de Agricultura y Ciencias del Medio Ambiente Colegio de Educación Facultad de Ciencias Económicas y de Gestión Colegio de Estudios de Posgrado Facultad de Ciencias Humanas Facultad de Derecho Facultad de Ciencias, Ingeniería y Tecnología Escuela de Graduados en Liderazgo Empresarial                                                  | Universidad pública y universidad a distancia |

### Museos

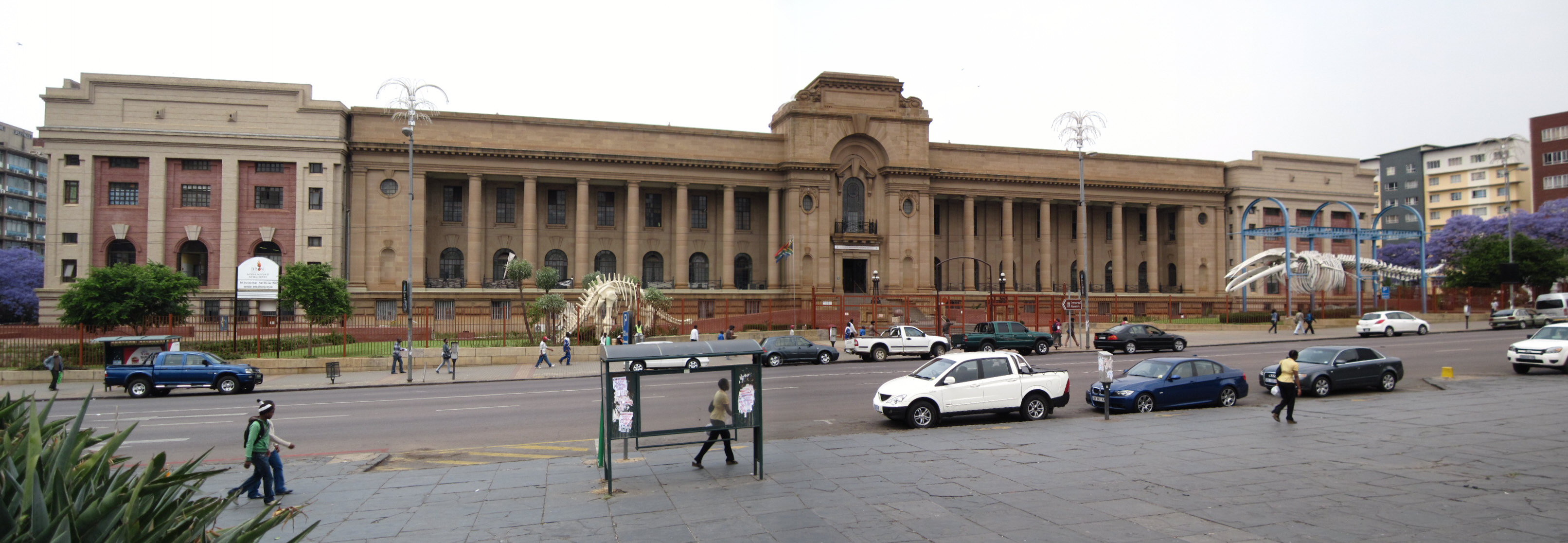
Vista del edificio de Museo de Transvaal.

Los más destacados elementos culturales de Pretoria son:
- El Monumento Voortrekker
- Ventana Africana
- Parque de la Libertad
- Kruger House
- Museo de Mapungubwe
- Melrose House
- Fuertes de Pretoria
- Museo de Transvaal
- Museo de Van Wouw
- Voortrekker Monument

## Deporte

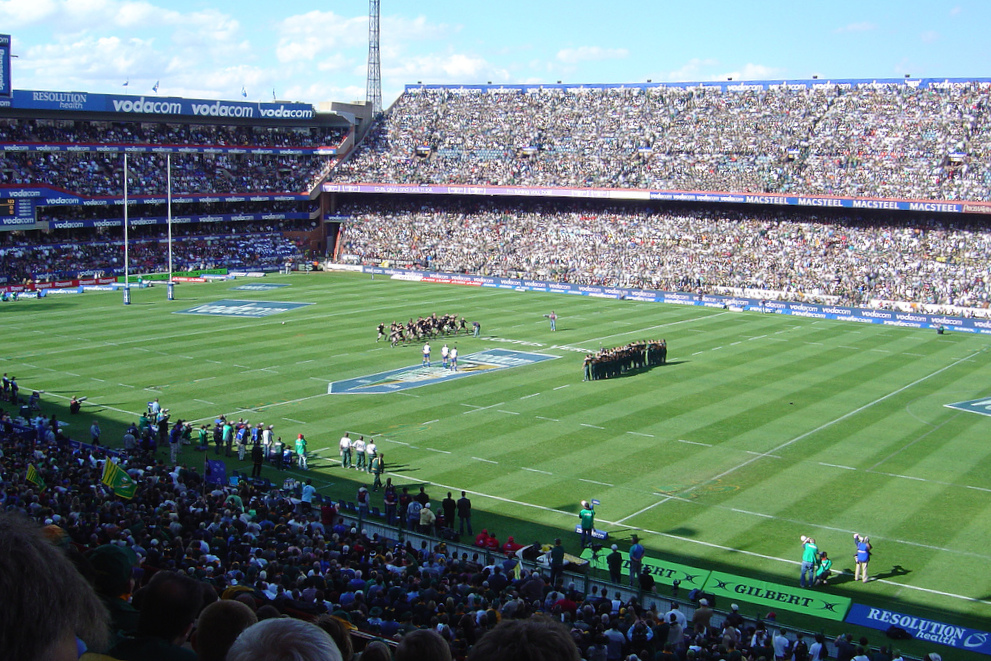
El Estadio Loftus Versfeld es el estadio en el que juegan sus partidos los Blue Bulls.

Uno de los deportes más populares en Pretoria es el rugby. En el Estadio Loftus Versfeld juegan sus partidos los Blue Bulls, que compite en el campeonato nacional de la Currie Cup, y en la competición internacional del Super Rugby, que han ganado en tres ocasiones (2007, 2009 y 2010). El Loftus Versfeld también es el estadio del Mamelodi Sundowns Football Club.
Pretoria albergó partidos de la Copa Mundial de Rugby de 1995.
En la Copa Mundial de Fútbol 2010 Pretoria fue una de las sedes en donde se jugó dicho Mundial, en el Estadio Loftus Versfeld con una capacidad para 51.762 espectadores. También albergó a la Selección de fútbol Argentina, Selección de fútbol Eslovaquia, Selección de fútbol Estados Unidos y a los árbitros.
En la ciudad hay varios equipos de fútbol que han militado en la Premier Soccer League, la máxima categoría del fútbol sudafricano. Los más importantes son los Sundowns, que han sido campeones en cinco ocasiones, y Supersport United, tres veces campeones. Otro de los equipos es el Pretoria University Football Club, que ascendió a la máxima categoría en 2012.
El críquet es también un deporte popular. Al no existir un estadio internacional de críquet, la ciudad no ha sido sede de ningún torneo internacional, aunque el cercano estadio de Supersport Park en Centurion ha sido la sede de varios torneos internacionales. El equipo más importante de la ciudad son los Titans.

## Economía
Pretoria es un importante centro industrial, con industrias pesadas que incluyen el procesado de hierro y acero, así como industria automovilística, del ferrocarril y de la fabricación de maquinaria.
Según un estudio de la Universidad de Potchefstroom del año 2002, Pretoria contribuye con un 8,55% al total del producto interno bruto del país, convirtiéndose en la tercera ciudad, por detrás de Johannesburgo y Ciudad del Cabo.

## Turismo
Pretoria presenta un gran interés turístico, ya que, a diferencia de Johannesburgo, no sufre demasiada inseguridad y sus principales puntos de interés pueden ser visitados a pie. Ésta podría ser la razón por la que los viajeros prefieren permanecer en Pretoria antes de lanzarse a descubrir las reservas de Transvaal.
El mejor momento para visitarla es la primavera austral (octubre-noviembre), cuando los jacarandás están en flor, tiñendo de morado las calles de la ciudad.

### Lugares de interés
La arteria principal de Pretoria es Church Street, y el centro de la ciudad podría ubicarse en Church Square, donde fue erigida la primera iglesia de la ciudad.

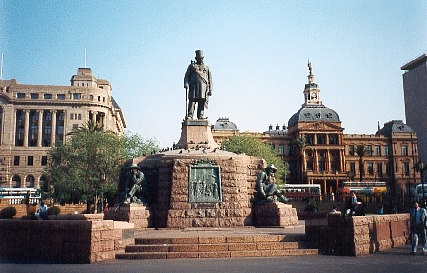
Estatua de Paul Kruger y el Raadsaal en Church Square.

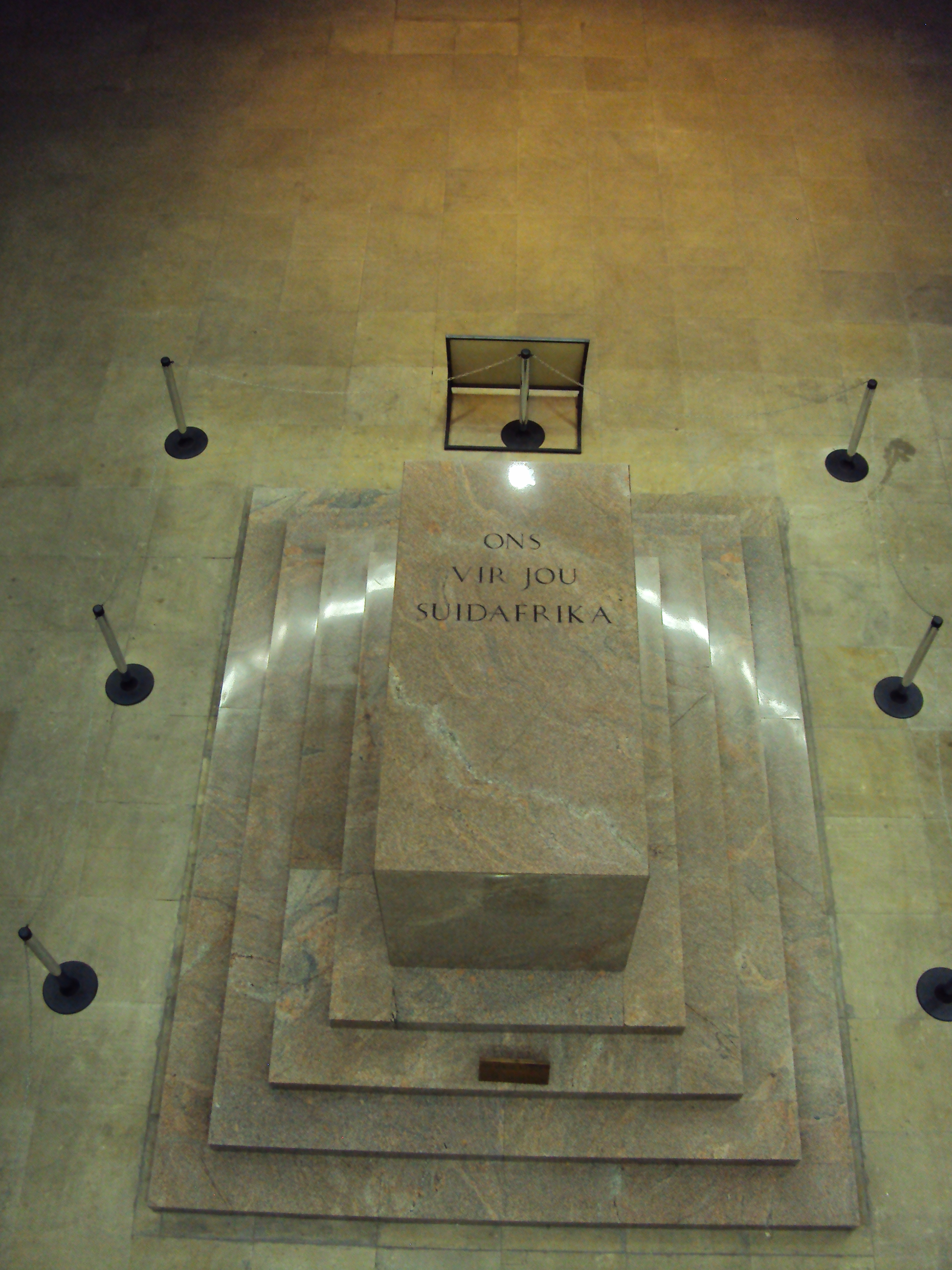
Cenotafio en el Monumento de los Voortrekkers.

- En Church Square se encuentra la estatua de Paul Kruger, símbolo de la ciudad, realizada por Anton Van Wow. En torno a la plaza se encuentran edificios típicos afrikáneres, como el Raadsaal (antiguo parlamento de Transvaal) o el Tribunal de Justicia (donde fue juzgado Nelson Mandela en 1963), el edificio moderno de la administración provincial y la sede del servicio postal.
- La casa de Paul Kruger que contiene varios objetos personales del antiguo Presidente del Transvaal, la carroza presidencial, la calesa de viaje y el coche salón privado .
- El antiguo cementerio donde están enterrados Kruger, Hendrik Verwoerd y otros pretorianos.
- Strijdom Square, dominada por la escultura de los caballos de Danie de Jager.
- El City Hall (Ayuntamiento), célebre por su carillón y sus 32 campanas, tiene en sus jardines las estatuas de los Pretorius, padre e hijo, fundadores de la ciudad.
- Los jardines públicos como el Burgers Park (1882), el Princes Park, el Springbok Park y los jardines botánicos,
- El Museo de Arte que posee una colección de arte sudafricano,
- La estación central de arquitectura neocolonial,
- Melrose House (donde fue firmada la paz entre Británicos y Bóeres en 1902),
- El Transvaal Museum, consagrado principalmente a la geología, la arqueología y la historia natural,
- El Zoo de la ciudad (The National Zoological Gardens of South Africa),
- El "National Cultural History and Open Air Museum", que posee una colección de arte rupestre prehistórico y un departamento dedicado a las etnias y a los pioneros afrikáneres de Transvaal.
- La sede del gobierno (Union Buildings), que el arquitecto Herbert Baker construyó en 1910. Propone un punto de vista sobre la ciudad, pero está cerrado al público. Los jardines tienen una gran estatua de Nelson Mandela desde el día de su funeral y la gran estatua ecuestre de Louis Botha que ocupaba el lugar central de los jardines ha sido trasladada a un lateral de los mismos. También hay un monumento a los caídos en la Primera Guerra Mundial.
- El Voortrekker Monument, inaugurado en 1949, es el monumento más visitado de la ciudad. Es una especie de Panteón de la Historia Afrikáner y se encuentra en una colina que despunta sobre la ciudad de Pretoria.
- Freedom Park, un homenaje de Sudáfrica a todas las personas que han muerto en los diferentes conflictos que ha tenido el país.
- Menlyn Park, el centro comercial más grande de África
- Fort Klapperkop: antigua base militar Bóer, reconvertida en museo militar, que sobresale sobre Pretoria ofreciendo una vista de 360 grados sobre toda la ciudad. Alberga numerosas estatuas y la estación hidráulica de la capital.
- Hartbeespoort Dam, en los alrededores de Pretoria, constituye un punto de encuentro para los aficionados a los deportes náuticos. En las inmediaciones se encuentra un parque animal y a algunos kilómetros de allí un teleférico lleva a los visitantes hasta la cima de Magaliesberg.
- La mina Cullinan, 40 km al este de Pretoria, donde fue descubierto en 1905 el diamante más grande del mundo, el «Cullinan» de 3.106 quilates del que se extrajeron 9 grandes diamantes y 96 piedras, algunas de las cuales adornan las Joyas de la Corona británica.

## Personas famosas
- Arnold Vosloo, actor nacido en 1962 que encarnaba la momia Imhotep en La momia 1 y 2.
- Melinda Bam, candidata para el concurso de belleza Miss Universo 2012 que representa a Sudáfrica a raíz de su nombramiento como Miss Sudáfrica 2011.
- Shaun Morgan, vocalista y frontman de la banda Seether.
- Elon Musk, inventor, inversor y empresario; cofundador de PayPal, Tesla Motors, SpaceX, Hyperloop, SolarCity, The Boring Company y OpenAI.

## Ciudades hermanadas
- Kiev (Ucrania)
- Washington D. C. (Estados Unidos)
- Basilea (Suiza)
- Teherán (Irán, 1963)[20]